# Aad van Amsterdam
Aad van Amsterdam (* 4. Mai 1915 in Zoeterwoude; † 3. Oktober 1978 in Leiden) war ein niederländischer Radrennfahrer.
Aad van Amsterdam war von 1936 bis 1949 Profi. Bis Anfang der 1940er Jahre bestritt er hauptsächlich Kriterien in seinem Heimatland. 1941 wurde er sowohl niederländischer Vize-Meister im Straßen- als auch im Steherrennen, nachdem er schon 1940 bei den Stehern Platz drei belegt hatte. 1942 konnte er in Deutschland das Goldene Rad von Berlin gewinnen. 1944 wurde er niederländischer Steher-Meister.
Wegen seiner schwarzen Haare und seiner dunklen Augen bekam van Amsterdam den Spitznamen De Zigeuner.